# 趙武
趙武（前598年—前541年），嬴姓，赵氏，名武，谥文，又称赵文子、赵孟，赵盾之孫、趙朔之子，母為晉成公之女，晉景公之姊赵庄姬。

## 生平

### 早年
前597年，晉景公三年，大夫屠岸贾欲誅趙氏。當初，赵盾在位時，夢見趙叔帶持要而哭，非常悲傷；其後又大笑，拊手且歌。趙盾明白此兆為先絕而後好。趙史援占卜後亦同意趙盾會禍及兒子，但到孫兒時應可令趙氏中興。屠岸賈開始時為晉靈公的寵臣，及至於晋景公封屠岸賈為司寇後，他便遍告諸將控訴趙盾應為靈公之死負責。韓厥反對，但屠岸賈不聽。韓厥通知趙朔逃亡，但趙朔不肯卻要求韓厥保趙氏不絕祀，韓厥許下承諾，便稱疾不出。屠岸賈不去請示君主而擅自與諸將攻入趙氏的下宮，殺趙同、趙括，滅趙氏一族。
趙朔妻乃是晋成公的姊姊，當時有遺腹子，走到宮中匿藏。趙朔門客中有一位名叫公孙杵臼，杵臼向趙朔友人程婴商量後決定趙朔的遺腹子如是男孩，他們會奉為主子；若是女孩，他們便隨趙朔殉死。屠岸賈聽聞趙朔妻生下男孩，到宮中索取。夫人將兒子置於絝中，向嬰孩說：「趙宗滅乎，若號；即不滅，若無聲。」到屠岸賈來索取時，兒子竟然一聲不出。脫難後，程嬰與公孫杵臼商量，認為屠岸賈會再來索取。他們認為養育趙氏孤兒與死，死易而養育孤兒難，所以公孫杵臼向程嬰請求先殉死，將養育孤兒之責留給程嬰。二人遂謀取他人的嬰兒帶走匿居於山中。程嬰卻走去向諸將軍出賣趙氏孤兒以索取報酬，諸將大喜許程嬰報酬，帶兵隨程嬰到公孫杵臼處。杵臼大罵程嬰出賣他及趙氏孤兒，抱孤兒向諸將請求只殺他一人，諸將不許，遂殺杵臼與孤兒。諸將以為趙氏孤兒良已死，皆喜。然而真正的趙氏孤兒最終與程嬰一同匿藏山中。
十五年後，晉景公大病，占卜後認為大業之後的不遂者作祟。晉景公便問韓厥，韓厥知趙氏孤兒還生存在世上，向景公說大業之後在晉絕祀者，只有趙氏。景公獨滅趙宗令國人悲哀故顯現於龜策。景公問韓厥趙氏是否仍有子孫在世，韓厥以實相告。於是景公乃與韓厥謀立趙氏孤兒，召回而匿藏之宮中。諸將入宮中問景公病情時，景公以韓厥的兵馬要脅諸將去見趙氏孤兒趙武。諸將不得已便向景公說昔下宮之難是屠岸賈一人所為，矯主君之命命令群臣。若非如此，他們是不會做出此事。他們請立趙氏之後以治好君主的病。於是召趙武、程嬰拜遍諸將，更反與程嬰、趙武攻打屠岸賈，滅其一族。再交回趙武以前屬於趙氏的田邑。这是《史记·赵世家》记载的著名的趙氏孤兒的故事。

### 《左传》不同的記載
《左传》上并无屠岸贾其人，造就赵孤的元凶是赵武的母亲、趙朔的遗孀莊姬。莊姬与趙朔的叔叔赵婴私通，赵婴被赵同、赵括驱逐到了齐国。前583年，莊姬、栾氏（栾书）、郤氏（郤錡）诬陷趙同、赵括谋反，一起被害。韓厥为了报答赵衰之恩，向晋景公推荐趙莊姬与赵朔的儿子趙武承袭赵氏家族。
《左传》与《史记·赵世家》的不同点：
1. 赵朔、赵婴没有被杀。
2. 莊姬不是受害者，而是加害者。
3. 没有赵氏孤儿最核心的关于屠岸贾、程婴、公孙杵臼的故事。

《史记·赵世家》是根据战国时期赵国的史料写成，古今很多学者认为这些史料不真实，是赵国君王避讳祖先的污点，《左传》的记载才能反映事情的真相。一个旁证是赵同、赵括在前597年—前583年之间都有活动的记载，所以他们应该死于前583年，即《史记·赵世家》记载的赵武复仇之年。

### 續宗之後
到了趙武冠禮為成人後，程嬰乃呈辭諸大夫後便向趙武說明因要撫養他而未有殉死，今趙武已為成人，他將下報趙宣孟與公孫杵臼。程嬰不理趙武的請求自殺。趙武服齊衰三年，建祠紀念。
趙氏復位十一年後，而晉厲公殺他的大夫三郤。欒書畏受牽連，便弒殺厲公，更立襄公曾孫周，是為晋悼公。晉由那時起大夫稍強。
趙武續趙宗二十七年後，晉平公立。平公十二年，封趙武為正卿。十三年，吳延陵季子出使晉國時說晉國的國政最終必歸於趙文子（即趙武）、韓宣子、魏獻子之後代。
晉平公十二年（前546年），趙武主持第二次弭兵之會（見「春秋弭兵會盟」），與楚令尹子木、宋平公、滕、邾之君，以及齊、魯、衛、陳、蔡、鄭、曹、許國大夫盟於宋都商丘宋國的西門之外結盟。經向戌斡旋，晉、楚雙方達成協定，簽訂的盟約是:「晉、楚之從交相見也。」意思是：「晉的僕從國要朝貢楚國，而楚的僕從國要朝貢晉國。」與會十四國中，齊國作為晉的盟國，不朝拜楚國；秦國為楚國的盟國，亦不朝于晉國。邾國為齊國的附庸，滕國為宋國的附庸，不參與盟會。
趙武死後諡為文子。其子趙景叔趙成繼嗣。

## 其他經典中的趙武
在十三經中，除了春秋三傳（春秋左氏傳、公羊傳、穀梁傳）中有趙武的記載，在《禮記》中亦有提及。大意如下：
趙武將住屋完全整修後，晉悼公派幾個大夫前往祝賀。其中一個大夫果老向趙武獻上祝詞「房子高大、房屋優美，希望您能在此歌舞、善終，也可以聚集眾位親人在此談天說地，生生不息。」趙武聽完，向果老表達感謝：「趙武也希望能在此歡笑、無事善終，聚首眾多親人在此地。」參與賓客皆稱讚。這即是成語「美轮美奂」的來源。
（原文：晉獻武子成居，果老賀曰：「美哉輪焉，美哉奐焉。歌於斯、舞於斯，聚國族於斯。」武子對曰：「武也得歌於斯、舞於斯，聚國族於斯。」眾稱善。）

## 参見
- 下宮之難
- 趙氏孤兒